# 181. пешадијска дивизија (Немачка)
181. пешадијска дивизија Вермахта формирана је током децембра 1939. У борбу је уведена априла 1940. у Норвешкој. Дивизија је остала у Норвешкој до почетка октобра 1943, кад је пребачена у Југославију. У почетку је била под командом 5. СС корпуса, а од децембра до краја рата у саставу 21. армијског корпуса.
Дивизије је као задатак имала активну одбрану Црне Горе. У заједници са четничким и црногорским националистичким снагама водила је већи број операција против снага НОВЈ.
Током целог ратног ангажмана дивизија је, због снага НОВЈ и тешког терена, имала тешкоће у одржавању веза са суседним јединицама на западу и северу. 15. септембра 1944. 21. армијски корпус је у склопу померања немачких снага потчињен Групи армија Е. У том периоду је проблем губљења веза постао акутан. Током октобра и прве половине новембра 1944. сви покушаји дивизије да се пробије на запад и повеже са 5. СС корпусом пропали су, па је 21. корпус био присиљен на пробој током децембра према северу под драматичним околностима, уз помоћ 22. дивизије 91. корпуса.
Од јануара 1945. дивизија је добила задатак одбране Сарајева и околине. Пошто је претрпела тешке губитке у Сарајевској операцији, дивизија се извлачила на запад. Заједно са главнином Групе армија Е, 15. маја 1945. у Словенији биула је приунуђена на предају Југословенској армији.